# Acido ditionico
L'acido ditionico è un ossiacido dello zolfo, la cui formula molecolare è H2S2O6,che esiste solo in soluzione.

## Caratteristiche
Sono noti i sali dell'acido ditionico, come ad esempio il Ditionato di sodio importante composto in chimica inorganica. Non sono stati ancora scoperti sali acidi. Tutti i ditionati sono solubili in acqua. Sono agenti ossidanti lievi e riducenti lievi. La forma dello ione ditionato è simile all'etano, ma due gruppi SO3 adottano una conformazione quasi eclissata. La lunghezza del legame S-S è di circa 2,15 A; i legami S-O sono piuttosto brevi con una lunghezza del legame 1,43 A.

## Reazione chimica
I ditionati possono essere ottenuti ossidando un solfito (dallo stato di ossidazione +4 a +5 ), ma su scala più ampia sono ottenuti ossidando una soluzione acquosa raffreddata di anidride solforosa con anidride manganese :
2 MnO2 + 3 SO2 → MnS2O6 + MnSO4
La soluzione di ditionato di manganese formata può quindi essere convertita in sali di ditionato di altri metalli mediante reazioni di metatesi :
Ba2+( aq ) + MnS2O6( aq ) + MnSO4( aq ) → BaSO4 ( s )↓ + BaS2O6·2H2O( aq )
Successivamente si possono ottenere soluzioni concentrate di acido ditionico trattando una soluzione di ditionato di bario con acido solforico:
BaS 2O6 ( aq ) + H2SO4 ( aq ) → H2S2O6 ( aq ) + BaSO4 ( s )↓